# Marty (pel·lícula)
|  | Aquest article tracta sobre la pel·lícula de 1955. Si cerqueu altres articles, vegeu «Marty». |

Marty és una pel·lícula estatunidenca dirigida per Delbert Mann, estrenada el 1955 i doblada al català. Amb Dies perduts de Billy Wilder, Marty és l'únic llargmetratge que ha obtingut l'Oscar a la millor pel·lícula a Hollywood i la Palma d'Or al Festival de Cannes.

## Argument
Marty és un carnisser en la trentena d'origen italià, que viu amb la seva mare. Tot i ser molt bona persona, la seva timidesa i el seu físic li han dificultat trobar parella. El seu entorn -la mare, els amics, els clients- el pressionen retraient-li que estigui solter a la seva edat, però ell, acomplexat pel seu físic, no es fa il·lusions. Tanmateix, en un ball on l'han arrossegat, coneix una jove, Clara, que es troba en una situació semblant. Però ara el seu entorn busca separar-los: la seva mare jutja Clara massa gran i li retreu que no sigui italiana, la tieta li retreu que deixarà sola la mare, els seus amics s'enriuen d'ell per haver lligat amb "un  lloro".... Marty, el tímid, però, intenta trobar el coratge per resistir totes aquestes pressions culturals i familiars.

## Repartiment
- Ernest Borgnine com Marty Piletti
- Betsy Blair com Clara Snyder
- Esther Minciotti com Mrs. Teresa Piletti, mare de Marty
- Augusta Ciolli com la tieta Catherine, germana de Mrs. Piletti
- Joe Mantell com Angie, el millor amic de Marty
- Karen Steele com Virginia, nora de la tieta Catherine
- Jerry Paris com Tommy, fill de la tieta Catherine
- Frank Sutton com Ralph (no apareixent als crèdits)

## Premis i nominacions

### Premis[2]
- 1955. Oscar a la millor pel·lícula
- 1955. Oscar al millor director
- 1955. Oscar al millor actor per Ernest Borgnine
- 1955. Oscar al millor guió adaptat
- 1955. Palma d'Or al Festival Internacional de Cinema de Cannes 1955
- 1956. Globus d'Or al millor actor dramàtic per Ernest Borgnine
- 1956. BAFTA al millor actor estranger per Ernest Borgnine
- 1956. BAFTA a la millor actriu estrangera per Betsy Blair

### Nominacions[2]
- 1955. Oscar al millor actor secundari per Joe Mantell
- 1955. Oscar a la millor actriu secundària per Betsy Blair
- 1955. Oscar a la millor direcció artística per Ted Haworth, Walter M. Simonds i Robert Priestley
- 1955. Oscar a la millor fotografia per Joseph LaShelle
- 1956. BAFTA a la millor pel·lícula